# 徐貴人
徐貴人（?—?），又作徐淑媛，晋简文帝司马昱的妃嫔。封为貴人。《晋书》作贵人，《晋中兴书》作淑媛。
徐貴人被会稽王司马昱宠爱，司马昱有三子司马俞生、司马朱生、司马天流，都夭折。世子司马道生被废黜，临川献王司马郁早逝，司马昱没有儿子。司马昱令占卜者扈谦占筮，扈谦回答：“后房中有一女子，当生下两个贵子，其中之一最终会盛大晋室。”徐貴人生新安公主司马道福，她因美丽有德被宠爱。司马昱希望她有身孕，但过了数年还是无子。司马昱令善相面的人来看徐貴人等宠妾，相面者说她们都不能给大王生儿子。相面者看到个高肤黑的宫人李陵容，大惊：“就是这个人。”司马昱召她侍寝。李陵容下生孝武帝司马曜、司马道子及鄱阳长公主。徐貴人的女儿新安公主司马道福嫁给了王羲之的儿子王献之。